# آنا رویز میتکسلنا
آنا رویز میتکسلنا (انگلیسی: Ana Ruiz Mitxelena; ۲ سپتامبر ۱۹۶۷ – ۲۹ نوامبر ۱۹۹۳) بازیکن فوتبال اهل اسپانیا بود.

وی همچنین در تیم‌های ملی فوتبال زنان اسپانیا و Spain women's national futsal team بازی کرده‌است.